# La Lande-sur-Drôme
La Lande-sur-Drôme è un comune francese di 64 abitanti situato nel dipartimento del Calvados nella regione della Normandia.

## Società

### Evoluzione demografica
Abitanti censiti